# سیف راشد (بازیکن فوتبال، زاده ۱۹۹۱)
سیف راشد البادی (انگلیسی: Saif Rashed؛ زادهٔ ۱۰ اوت ۱۹۹۱) بازیکن فوتبال اهل امارات متحده عربی است.